# China ocidental

China Ocidental, em vermelho

A China ocidental é a região oeste da China. Na definição do governo chinês, a China ocidental cobre seis províncias: Gansu, Guizhou, Qinghai, Shaanxi, Sichuan e Yunnan; cinco regiões autônomas: Guangxi, Mongólia Interior, Ningxia, Tibete e Xinjiang; e um município: Chongqing.